# Cost, Insurance and Freight
CIF (англ. Cost, Insurance and Freight (… named port of destination), або Вартість, страхування і фрахт (… назва порту призначення) — термін Інкотермс, означає, що продавець виконав постачання, коли товар перейшов через поручні судна в порту відвантаження. Продавець зобов'язаний оплатити витрати і фрахт, необхідні для доставки товару в зазначений порт призначення, але ризик втрати чи ушкодження товару, як і будь-які додаткові витрати, що виникають після відвантаження товару, переходять із продавця на покупця. Однак, за умовами терміну CIF на продавця покладається також обов'язок придбання морського страхування на користь покупця проти ризику втрати і ушкодження товару під час перевезення.